# 今橋映子
今橋 映子（いまはし えいこ、1961年10月9日 - ）は、日本の研究者。東京大学大学院総合文化研究科教授。専門は、比較文学比較文化、比較芸術。

## 人物
東京都港区生まれ。妹は日本美術史の今橋理子（学習院女子大学教授）。
主な研究テーマは、日本人のパリ、パリ神話と外国人芸術家、写真文化論、日本近代美術批評と美術思想史。パリをめぐる多様な芸術的表象を読み解き、写真研究も行う。
1994年に『異都憧憬　日本人のパリ』でサントリー学芸賞を受賞。2004年に『〈パリ写真〉の世紀』で、写真協会賞学芸賞などを受賞。
2021年に刊行した『近代日本の美術思想 — 美術批評家・岩村透とその時代』では、長く忘却されていた岩村透の人生と美術思想の意味を学際的な方法で蘇らせ、日本近代文化史研究への独創的な貢献として、第12回（2024年）日本学賞を受賞した。
2024年には、比較文学比較文化理論の再検討を集大成した共編著『比較文学比較文化ハンドブック』を刊行。
2025年4月から、『毎日新聞』紙上で、美術展を機縁とした時評の姉妹連載〈美の越境〉（今橋理子と）を開始。

## 学歴
- 1980年 学習院女子高等科卒
- 1984年 学習院大学文学部フランス文学科卒業後、会社勤務
- 1985年 東京大学大学院比較文学比較文化専攻修士課程入学
- 1989年 - 1990年 石坂財団奨学生としてパリ第4大学大学院博士課程留学。DEA取得
- 1992年 東京大学にて博士（学術）の学位を取得

## 職歴
- 1992年 日本学術振興会特別研究員（PD）
- 1993年 筑波大学文芸・言語学系・専任講師
- 1998年 東京大学大学院総合文化研究科・助教授
- 2007年 同准教授（名称変更）
- 2010年8月 同教授

## 受賞歴
- 『異都憧憬　日本人のパリ』（1993年） - 第16回サントリー学芸賞、第11回渋沢クローデル特別賞（1994年）
- 『〈パリ写真〉の世紀』（2003年） - 第９回重森弘淹写真評論賞、第３回島田謹二記念学藝賞（2003年）、第1回日本写真協会賞学芸賞（2004年）
- 『近代日本の美術思想——美術批評家・岩村透とその時代』（2021年）―第12回日本学賞（2024年）

## 主要著作

### 単著
- 『異都憧憬―日本人のパリ』（柏書房、1993／平凡社ライブラリー、2001） ISBN 4760110178
- 『パリ・貧困と街路の詩学 —1930年代外国人芸術家たち』（都市出版、1998） ISBN 4924831689
- 『〈パリ写真〉の世紀』（白水社、2003） ISBN 4560038945
- 『ブラッサイ パリの越境者』（白水社、2007）ISBN 9784560027097
- 『フォト・リテラシー — 報道写真と読む倫理』（中公新書、2008）ISBN 9784121019462
- 『近代日本の美術思想 — 美術批評家・岩村透とその時代』（白水社、上・下巻、2021）（上）ISBN 9784560098189／（下）ISBN 9784560098196

### 編著
- 『金子光晴 旅の形象 — アジア・ヨーロッパ放浪の画集』（編著、平凡社、1997）ISBN 4582829058
- 『展覧会カタログの愉しみ』 （編共著、東京大学出版会、2003） ISBN 4130830368
- 『パリ一九〇〇年・日本人留学生の交遊 — 『パンテオン会雑誌』資料と研究』（共編著、ブリュッケ、2004年）ISBN 4434046195
- 『都市と郊外 — 比較文化論への通路（リーディングズ） 』（編著、NTT出版、2004） ISBN 4757140762
- 『比較文学比較文化ハンドブック』（共監修・共編著、東京大学出版会、2024）ISBN 9784130820479